# Die Natur des Menschen
Die Natur des Menschen (englischer Originaltitel: Human Nature) ist die achte Folge der dritten Staffel der neuen Serie der britischen Science-Fiction-Serie Doctor Who. Sie ist der erste Teil eines von Paul Cornell geschriebenen Zweiteilers; der zweite heißt Blutsbande. Die Episoden sind an den 1995 geschriebenen Doctor-Who-Roman Human Nature angelehnt.
Die Episode war zusammen mit der Fortsetzung 2008 für den Hugo Award in der Kategorie Best Dramatic Presentation, Short Form nominiert, konnte sich jedoch nicht gegen die von Steven Moffat geschriebene zehnte Folge der dritten Staffel (Nicht blinzeln) durchsetzen.

## Handlung
Der zehnte Doktor (David Tennant) läuft mit seiner Begleiterin Martha Jones (Freema Agyeman) zur TARDIS, nachdem sie von einem nicht erkennbaren Feind beschossen worden sind. Der Doktor erklärt Martha, dass sie von der „Familie des Blutes“ verfolgt werden, die das Leben des Doktors benötigen, um ihr eigenes Überleben zu sichern. Damit die Familie ihn nicht verfolgen kann, müsse er sich in einen Menschen verwandeln und warten, bis die Familie stirbt. Er gibt Martha eine Liste mit Anweisungen, denen sie folgen soll. Außerdem erhält Martha eine Taschenuhr und er sagt ihr, dass sein Überleben davon abhänge.
Danach verwandelt er sich mit einem speziellen Gerät in einen Menschen.
Sie landen in England im Jahr 1913. Der Doktor nimmt den Namen John Smith an und arbeitet fortan als Lehrer, Martha als Dienstmädchen. John Smith hat immer wieder Träume, in denen er im Jahr 2007 als der Doktor mit der TARDIS und Martha durch die Zeit reist. Diese schreibt er in einem Buch nieder. Er ist außerdem in die Krankenschwester Joan Redfern (Jessica Hynes) verliebt, der er auch seine Geschichten erzählt. Martha weiß nicht, wie sie sich verhalten soll, wenn der Doktor sich verliebt, da er ihr diesbezüglich keine Anweisungen gegeben hatte.
John Smith hat die Uhr in seiner Wohnung liegen, doch ein Wahrnehmungsfilter hält ihn davon ab, sich weitere Gedanken über sie zu machen. Timothy Latimer (Thomas Sangster), ein junger Schüler mit ASW, entdeckt die Taschenuhr und nimmt sie in seinen Besitz.
Die Familie des Blutes hat den Doktor zur Erde verfolgen können, landet mit ihrem Raumschiff in einem nahe gelegenen Wald und schützt es durch einen Unsichtbarkeitsschild. Sie sucht sich Menschen aus, um deren Gestalt anzunehmen. Wenn Timothy die Uhr öffnet und die Erinnerungen des Doktors sieht, kann dies von der Familie aufgespürt werden. Sie versuchen Informationen von Martha zu bekommen, die versucht, die Taschenuhr zu finden, nachdem sie bemerkt, dass sie von der Familie entdeckt worden sind. Martha spricht mit John und versucht, den Timelord in ihm zu erwecken, bewirkt jedoch nur, dass er wütend auf sie wird und sie entlässt. John fragt Joan Redfern, ob sie mit ihm in dieser Nacht zu einem Tanzabend mitkommen möchte, und diese stimmt zu. Auf dem Ball versucht Martha erneut zu bewirken, dass John sich erinnert, indem sie ihm Gegenstände aus seiner Vergangenheit zeigt, zum Beispiel den Schallschraubenzieher. Da nun klar ist, dass John Smith der Doktor ist, stört die Familie den Ball und konfrontiert ihn. In der Schlussszene nehmen sie Martha und Joan als Geiseln und stellen John vor die Wahl, entweder wieder zum Timelord zu werden oder seine Begleiter sterben zu sehen.

## Kritik
Die Episode hat in der Internet Movie Database im Durchschnitt eine Bewertung von 8,9 von 10.
Travis Fickett von IGN lobte den Schreibstil des Drehbuchs der Episode. Er stellte ferner fest, dass die Familie gruselig sei, auf ältere Zuschauer jedoch lächerlich wirken könne. Er vergab 9,1 von 10 möglichen Punkten.

## Auszeichnungen
Hugo Awards
- 2008: Nominierung in der Kategorie Best Dramatic Presentation – Short Form[1]

Constellation Awards
- 2008: Best Male Performance in a 2007 Science Fiction Television Episode für David Tennant[3]